# Meißendorf

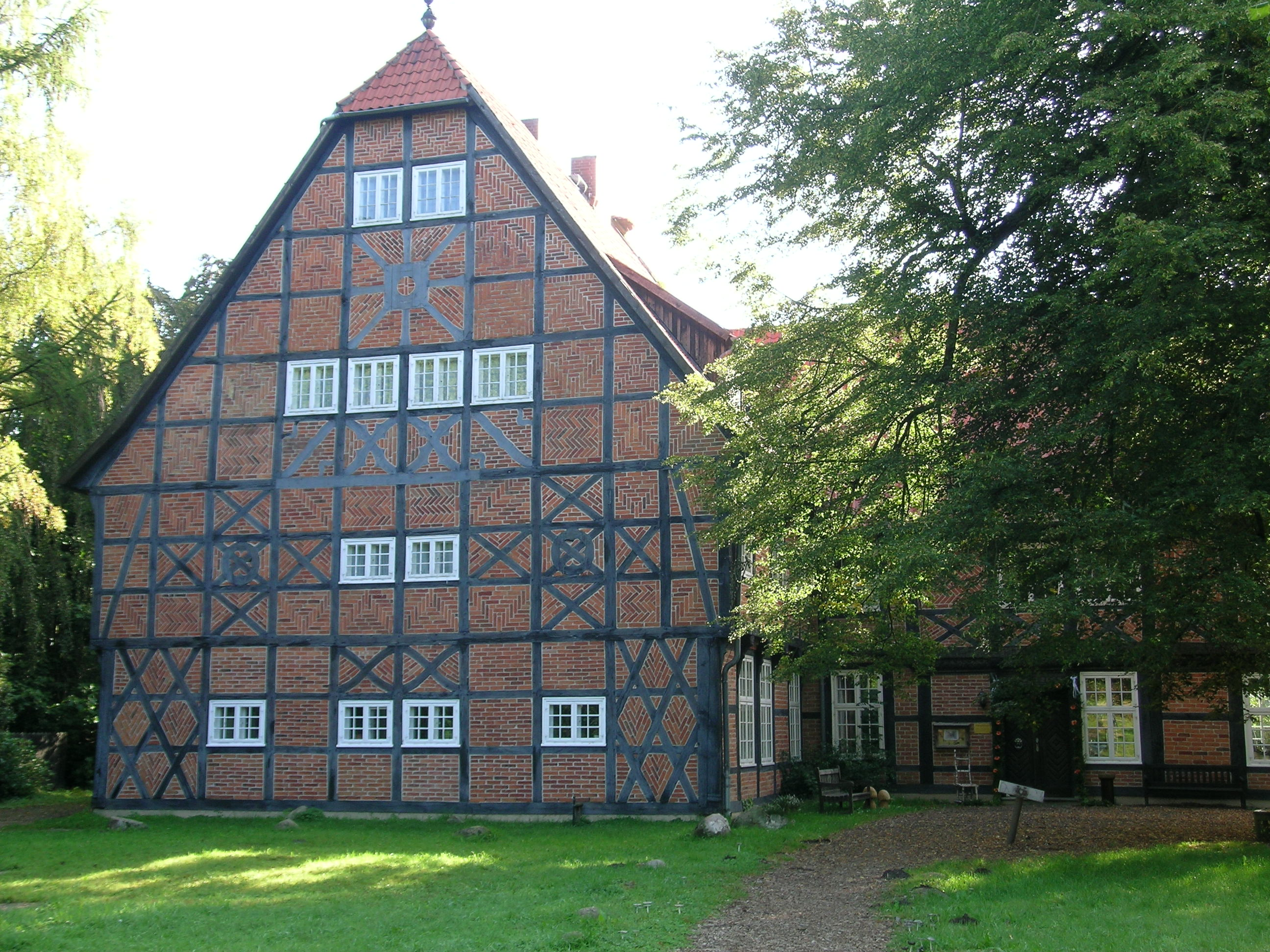
Das ehemalige Herrenhaus Gut Sunder

Meißendorf ist eine Ortschaft in der Gemeinde Winsen (Aller) im niedersächsischen Landkreis Celle.

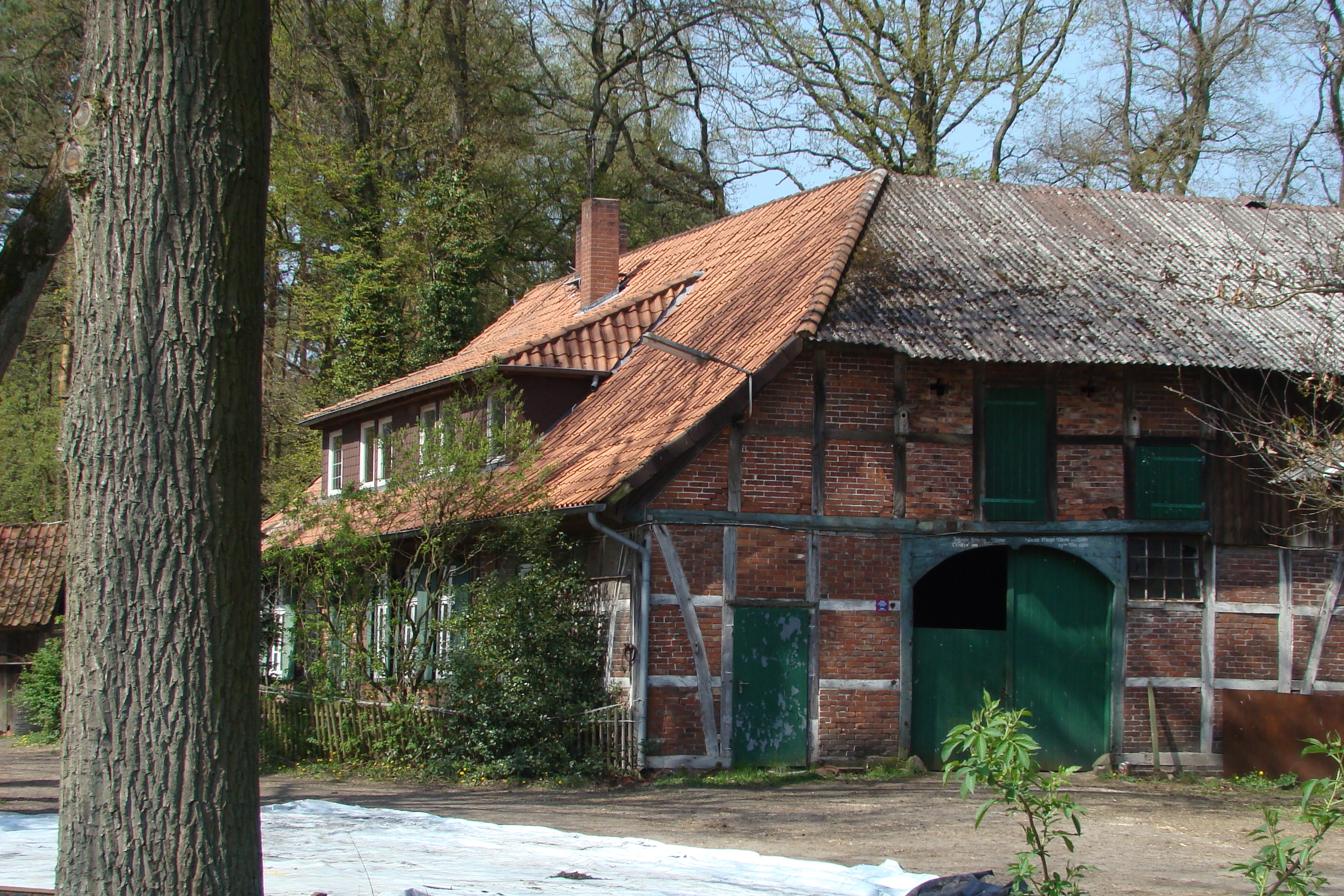
Alter Bauernhof in Meißendorf

## Geografie
Der Ort liegt sechs Kilometer nordwestlich von Winsen (Aller). Durch den Ort fließt die Meiße, die ihm auch den Namen gab. 

## Geschichte
Am 1. Februar 1971 wurde Meißendorf in die Gemeinde Winsen (Aller) eingegliedert.

## Politik

### Ortsrat
Der Ortsrat, der Meißendorf vertritt, setzt sich aus sieben Mitgliedern zusammen. Die Ratsmitglieder werden durch eine Kommunalwahl für jeweils fünf Jahre gewählt.
Bei der Kommunalwahl 2021 ergab sich folgende Sitzverteilung:
| Ortsrat 2021Insgesamt 7 Sitze - Grüne: 1 - GfM: 3 - CDU: 3 | Ortsratswahl 2021Wahlbeteiligung: 58,6 % 50403020100 43,2 %37,7 %10,3 %8,9 % GfMaCDUGrüneAfDAnmerkungen:a Gemeinsam für Meißendorf |

### Ortsbürgermeister
Ortsbürgermeister ist Holger Beckmann (CDU).

## Kultur und Sehenswürdigkeiten

### Bauwerke
Baudenkmale in Meißendorf

### Grünflächen und Naherholung
Unmittelbar angrenzend an den im Südwesten von Meißendorf liegenden Hüttensee mit seinem Campingplatz befindet sich das 815 ha große Naturschutzgebiet Meißendorfer Teiche/Bannetzer Moor, das wegen seiner artenreichen Brutvogelwelt und als Rastgebiet für Zugvögel von überregionaler Bedeutung ist.

### Sport
Bekannt ist Meißendorf durch den dort ansässigen Fallschirmsportverein Hannover mit seinem Sprungbetrieb auf dem Sonderlandeplatz Brunsiek. In den 1970er Jahren vom Olympiasieger und Bundestrainer im Springreiten Hermann Schridde gegründet, bietet er den Interessierten neben der Möglichkeit zum Tandemsprung auch Schulungsprogramme bis zum Erwerb der Fallschirmsprunglizenz an. Zudem wird in Meißendorf alljährlich die einzige Heidekönigin im Landkreis Celle gewählt.

## Wirtschaft und Infrastruktur
In Meißendorf sind 1666 Einwohner mit Erstwohnsitz und 224 mit Zweitwohnsitz gemeldet, hinzu kommt noch ein Campingplatz, der Campingpark Hüttensee, mit rund 100 Dauerstellplätzen und ein Mobilheimplatz. In Meißendorf betreiben noch mehrere Bauernhöfe die Landwirtschaft, außerdem ist ein großer Reiterhof am Rande des Dorfes. Der Naturschutzbund Deutschland, Landesverband Niedersachsen betreibt auf Gut Sunder ein Naturschutzseminar mit jährlich 600 Seminarteilnehmern und etwa 1000 Tagungsteilnehmern, hinzu kommen Hotel- und Tagesgäste.